# Самойленко, Василий Афанасьевич
Васи́лий Афана́сьевич Само́йленко (5 апреля 1911, Дмитриевка — 19 сентября 1992, там же) — комбайнёр совхоза «Степной» Тимирязевского района Северо-Казахстанской области, Казахская ССР. Герой Социалистического Труда (1966). Член КПСС с 1943 года.

## Биография
Родился в 1911 году в крестьянской семье в селе Дмитриевка Петропавловского уезда Акмолинской области (ныне — Тимирязевский район, Северо-Казахстанская область).
С 1930-х годов трудился разнорабочим, трактористом, комбайнёром в местном колхозе.
В 1941 году был призван на фронт. В 1942 году получил тяжёлое ранение и после излечения в госпитале комиссован.
Возвратившись на родину работал трактористом на Коноваловской МТС и позднее — комбайнёром в совхозе «Степной» Тимирязевского района.
Досрочно выполнил задания семилетки (1959—1965) и собственные социалистические обязательства. Указом Президиума Верховного Совета СССР от 23 июня 1966 года удостоен звания Героя Социалистического Труда с вручением ордена Ленина и золотой медали «Серп и Молот».

## Награды
- Медаль «Серп и Молот» (23.06.1966);
- Орден Ленина (23.06.1966);
- Орден Отечественной войны 2-й степени (11.03.1985);
- Медали, в том числе «За отвагу» (06.08.1946) и «За трудовую доблесть» (16.11.1945).